# Сокол (Черневецкий район)
Сокол (укр. Сокіл) — село на Украине, находится в Черневецком районе Винницкой области.
Код КОАТУУ — 0524986001. Население по переписи 2001 года составляет 1342 человека. Почтовый индекс — 24124. Телефонный код — 4357.
Занимает площадь 8,3 км².

## Религия
В селе действует Свято-Михайловский храм Черневецкого благочиния Могилёв-Подольской епархии Украинской православной церкви.

## Адрес местного совета
24124, Винницкая область, Черневецкий р-н, с. Сокол, ул. Независимости, 12